# Pescadería-La Chanca
Pescadería - La Chanca es un barrio de la ciudad española de Almería. Es un barrio popular y pintoresco de la ciudad, que se extiende desde el límite suroeste de la ciudad hasta la avenida del Mar (antigua rambla de la Chanca), por el este; y desde el límite con el barranco Caballar por el norte, hasta el puerto pesquero por el sur. Muy conocido en el exterior por estar presente en obras literarias y periodísticas como las de Juan Goytisolo. Sus calles aún conservan rasgos de la época musulmana en Almería, como las cuevas, que surcan el cerro hasta la cumbre, que datan de esta época y fueron posteriormente convertidas en viviendas.
A este barrio pertenece administrativamente la isla de Alborán.

## Historia
Al Hawad - El Aljibe (Pescadería-La Chanca) surge en torno al s. XI como arrabal extramuros al oeste de la Medina cuando esta aumentó su población y se quedó pequeña. Al igual que ocurriera con el arrabal de la Musalla (al este de la medina), también fue amurallado para proteger a sus habitantes los cuales se agrupaban según su religión o profesión (musulmanes, judíos, herreros, pescadores...). De sus montañas se extrajeron las piedras utilizadas en la construcción de la Alcazaba y otras edificaciones de la ciudad califal y en sus inmediaciones numerosos telares dieron lugar a una gran industria textil que dio fama a la seda de Al-Ándalus en todo el Mediterráneo y Oriente

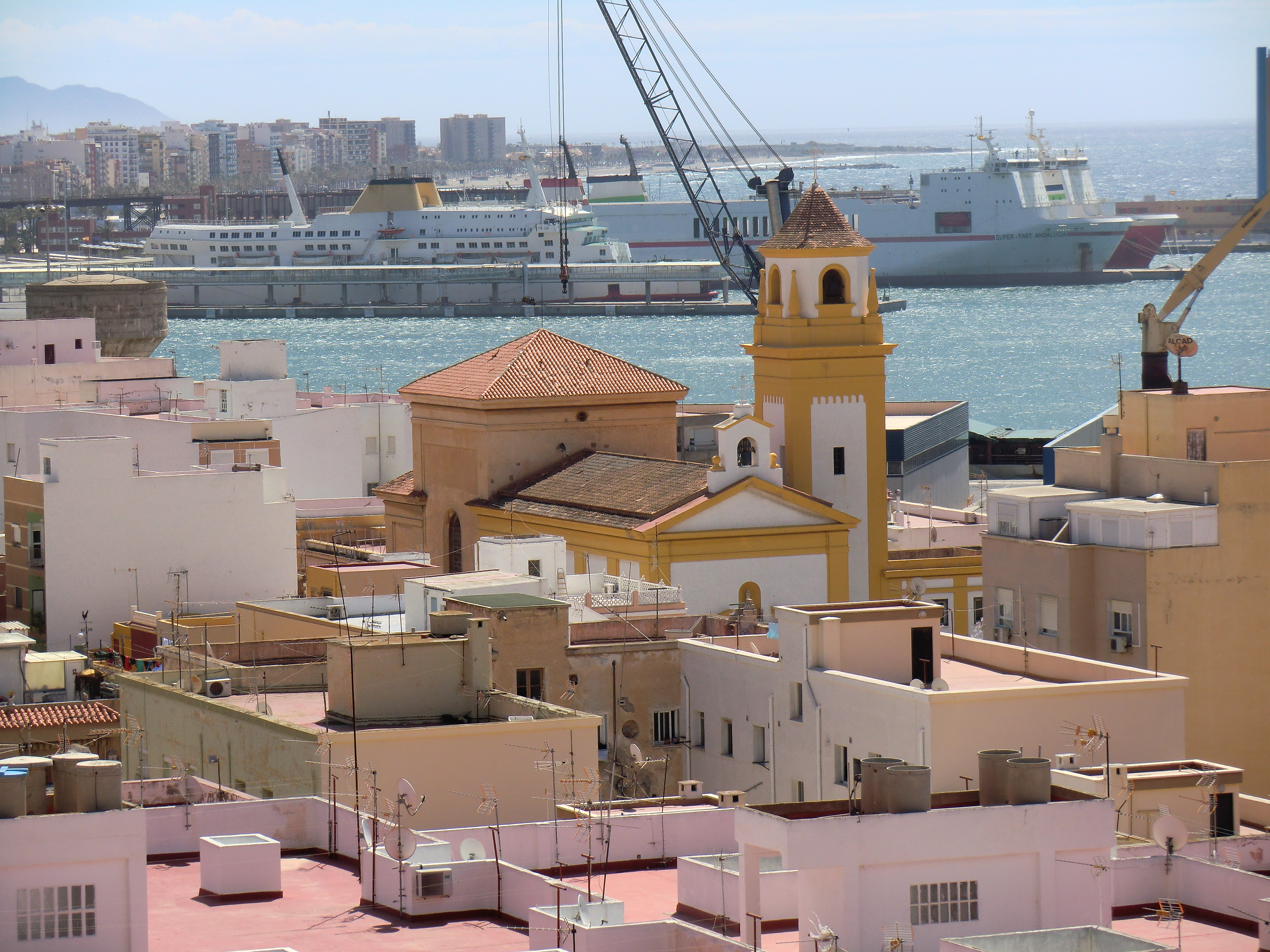
Vista de la iglesia de San Roque y el Puerto de Almería al fondo.

Tras la conquista cristiana de la ciudad de Almería en 1489 se produce un lento e imparable retroceso, agudizado por dos grandes terremotos que se produjeron en el siglo XVI que devastaron la ciudad y destruyeron la mayor parte de las construcciones de la época musulmana.

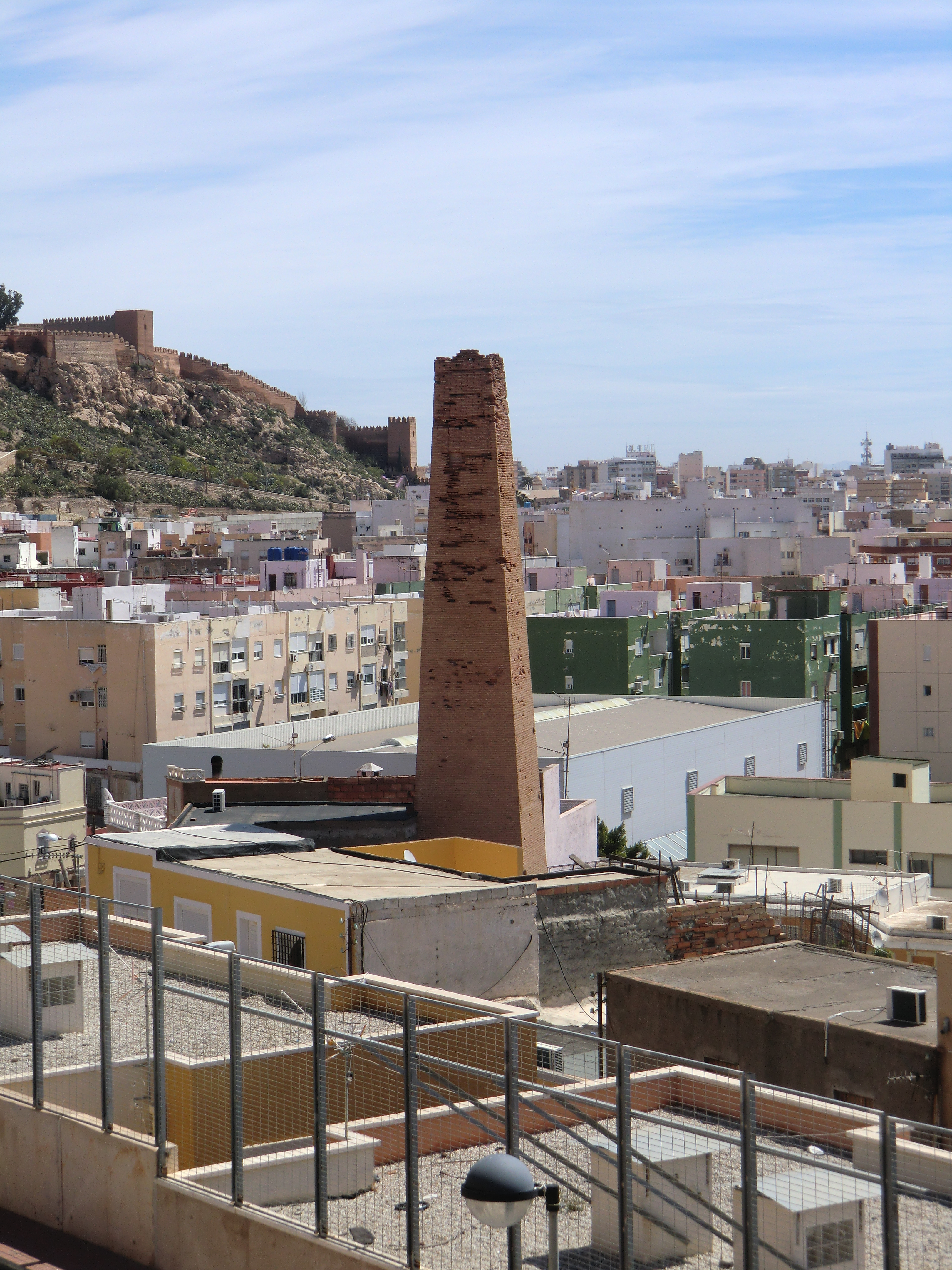
Chimenea de la fundición Santo Tomás o fundición Heredia del

En el siglo XIX se inicia un proceso de recuperación gracias a la minería y a la agricultura; pero tras varias décadas de prosperidad, la minería entró en crisis, lo que produjo que Almería entrara de nuevo en una larga etapa de recesión. 
A principios del siglo XX y sobre todo tras la Guerra Civil, comienza a surgir el barrio de la Chanca en los restos abandonados del antiguo arrabal Al-Hawad. Tradicionalmente ha sido un barrio de pescadores debido a su cercanía al puerto pesquero de la ciudad y a estos habitantes se debe su nombre actual. 

Este barrio fue mencionado por Juan Goytisolo en su obra La Chanca (París, Librería española) publicada en 1962, pero a pesar de haber sido publicado ese mismo año por la editorial Seix Barral en Barcelona, no se puso a la venta en España hasta los años 80. En la obra el autor describe las miserias del barrio durante esa época. El barrio también ha sido fotografiado por Carlos Pérez Siquier, Jesús de Perceval y más recientemente ha sido retratado por el pintor Andrés García Ibáñez. 

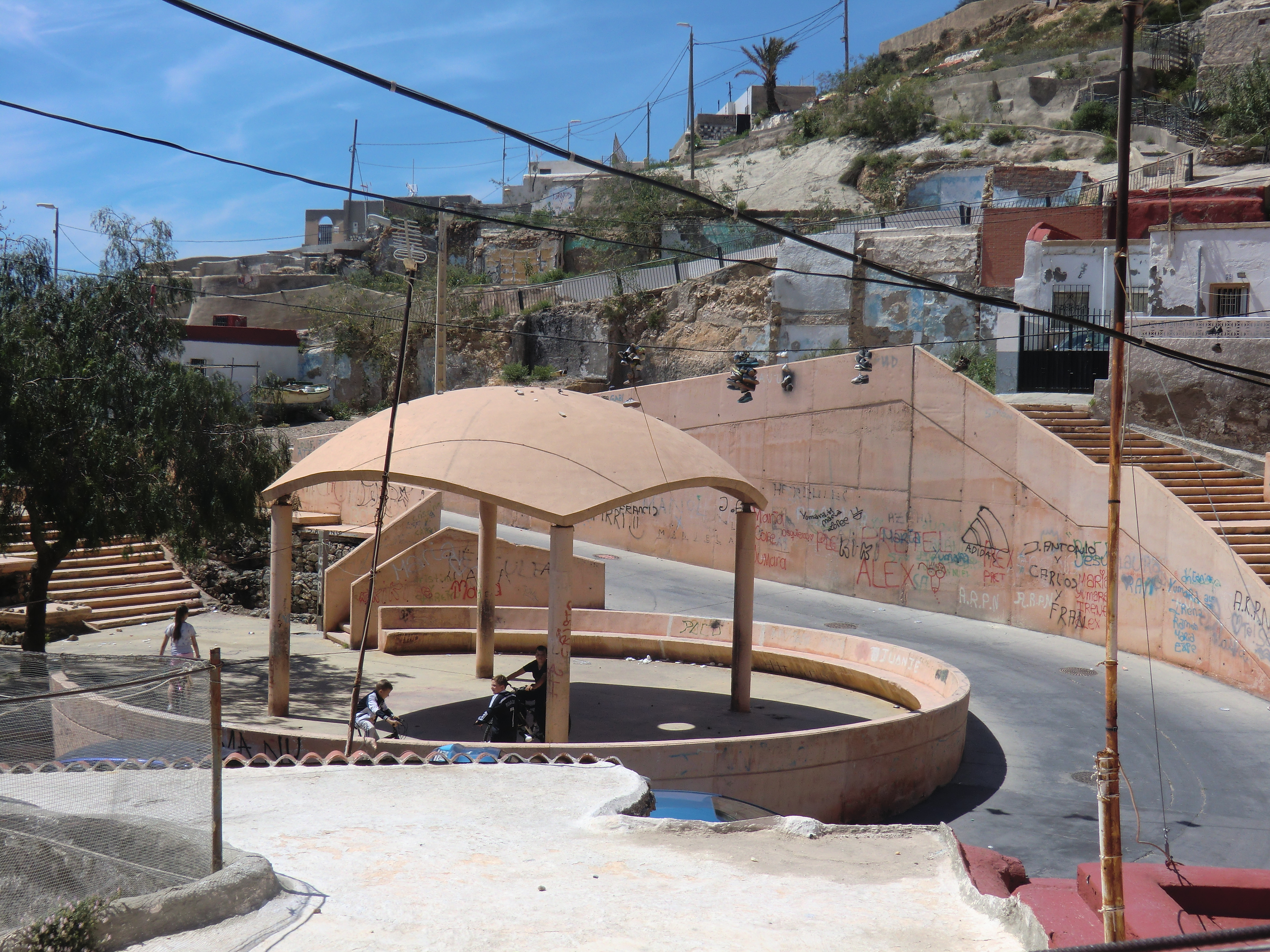
Camino Viejo

El barrio actualmente (2009), está bastante dignificado, aunque sigue conservando su trazado original y aún pueden contemplarse las antiguas cuevas, junto a un conglomerado de casas coloristas que serpentean la colina. Se ha convertido en un barrio con gran afluencia de inmigrantes. El barrio concentra un alto porcentaje de población de etnia gitana, así como de religión musulmana y consta de múltiples servicios sanitarios, deportivos y pequeños comercios. Padece una de las tasas de desempleo, pobreza y marginalidad más altas de la provincia. Sin embargo, es cuna de los más destacados artistas de la cultura flamenca almeriense. A principios del año 2011 comenzó a promoverse la candidatura de La Chanca para su declaración por la UNESCO como Patrimonio Cultural e Inmaterial de la Humanidad, propuesta surgida del Club UNESCO de Pechina.

## Transporte urbano
La línea del transporte urbano de Almería (Surbus) que discurre más cerca del barrio es la línea 6 que lo comunica con el centro y otros puntos de la ciudad. Esta línea discurre por los barrios de Pescadería, Centro, Los Molinos y El Puche.
|                                                                                      | Surbus Ir a la base de datos | Surbus Ir a la base de datos | Surbus Ir a la base de datos | Surbus Ir a la base de datos | Surbus Ir a la base de datos |
| Línea                                                                                | Trayecto                     | Horario 1 Laborables         | Horario 2 Sábados            | Horario 3 Festivos           | Frecuencia 1/2/3             |
| ------------------------------------------------------------------------------------ | ---------------------------- | ---------------------------- | ---------------------------- | ---------------------------- | ---------------------------- |
|                                                                                      | El Puche-Pescadería          | 7:10 a 22:20                 | 7:00 a 22:00                 | 7:40 a 22:00                 | 20´/35´/ 35´                 |
| - La frecuencia y el horario se refire a: Laborables / Sábados / Domingos y festivos |                              |                              |                              |                              |                              |

## Infraestructuras y equipamientos

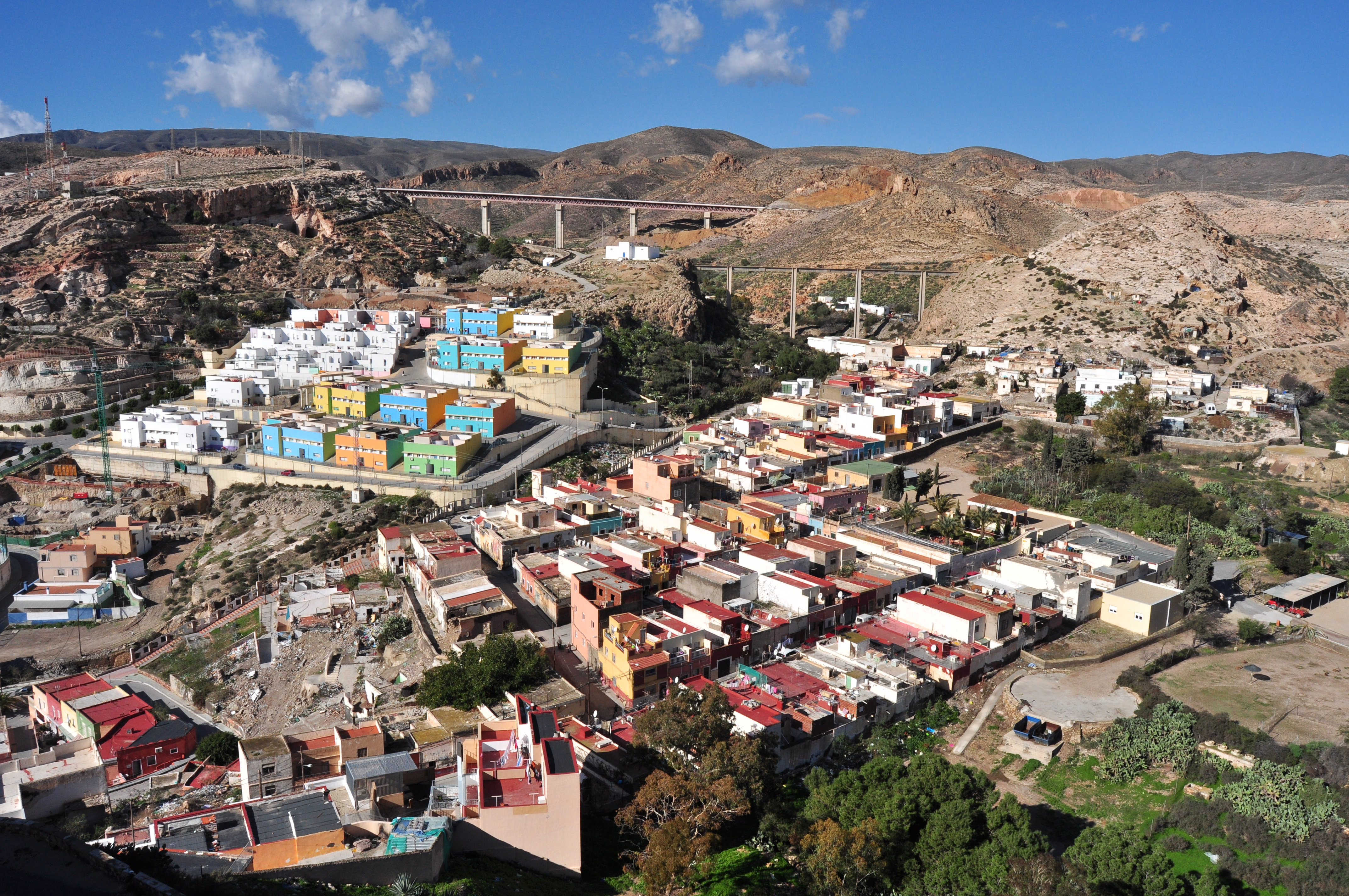
Viviendas de La Chanca, el barranco el Caballar y las Canteras Califales

Cuenta con el colegio público de educación infantil y primaria CEIP La Chanca, y con los centros privados de educación infantil y primaria CDP Virgen de la Chanca y CDP Amor de Dios. Además, cuenta con el IES Galileo. Cuenta con un centro Guadalinfo. En el área de salud, cuenta con el Centro de Salud Casa del Mar, inaugurado en 2020.

## Lugares de interés
Es Bien de Interés Cultural el trazado original del barrio islámico Al Hawad o El Aljibe sobre el que se asienta el barrio de La Chanca y Pescadería, dentro del conjunto del centro histórico de Almería.
Están catalogadas dentro del patrimonio histórico andaluz las Canteras de San Roque Norte y Cantera Cueva del Covarrón y son de interés histórico asimismo las Canteras Califales de Almería. Sobre el Camino Viejo se conserva el fielato de entrada a Almería. Además, señalar la Iglesia de San Roque así como y la chimenea de la Fundición Heredia, único testimonio de la actividad siderúrgica de la Chanca del siglo XIX. También son características del barrio las casas de una sola planta con estructura cúbica de color blanco con las puertas y ventanas pintadas de colores vivos como azul, amarillo, verde u ocre.